# Gottlob Frege
Friedrich Ludwig Gottlob Frege (Wismar, Mecklenburg-Schwerin, 1848. november 8. – Bad Kleinen, 1925. július 26.) német matematikus, logikatudós, filozófus, a modern matematikai logika és analitikus filozófia megalapítója, művelője.
Fregét tartják Arisztotelész óta az egyik legjelentősebb, logikával is foglalkozó tudósnak, illetve a legjelentősebb matematikafilozófusnak. Modernizálta, általánosította és matematizálta a logikának addig inkább a filozófia részének tekintett elméletét, a tradicionális kijelentéslogikáról lényegében áttérve a formális predikátumlogikára. Matematika- és nyelvfilozófiai kutatásai is úttörőek. Fő kutatási területe a természetes számok elméletének matematikai megalapozása volt.
Bár életében kevéssé volt ismert és elismert, de az általa felvetett kérdések kutatása a matematikában és a filozófiában is iskolateremtő erővé vált. Nagy hatással volt olyan tudósokra, mint Bertrand Russell, Ludwig Wittgenstein vagy Rudolf Carnap; kérdéses, de nem lehetetlen hatása néhány más személyre, mint például Jean Piaget-re, illetve Edmund Husserlre.

## Élete (1848–1925)

### Gyermekkora (1848–1869)
Friedrich Ludwig Gottlob Frege, általában emlegetett nevén
Gottlob Frege 1848-ban született német nyelvterületen, Wismar városában, Mecklenburg-Schwerin nagyhercegségben (ma: Mecklenburg-Elő-Pomeránia tartomány Németországban), lutheránus-evangélikus családban. Édesapja, Karl Alexander Frege a helyi felső magán-leányiskola igazgatója és tanára volt, 1866-ban bekövetkezett korai haláláig. Ezután az iskolát Gottlob Frege édesanyja, Auguste Wilhelmine Sophie Frege (szül. A. W. S. Bialloblotzky) vezette tovább. Édesanyja családja minden bizonnyal Lengyelország területéről származott.
Már gyermekkorában találkozhatott olyan gondolatokkal, eszmékkel, melyek későbbi tudományos pályafutása során vezérelték. Édesapja például tankönyvet írt a német nyelv oktatásához 9-13 éves gyermekek számára, amelynek legelső része épp a nyelvek szerkezetével és logikájával foglalkozik.
Frege helyben, Wismarban végezte el a gimnáziumot, 1869 húsvétján érettségizett. Ebben az időszakban későbbi pályafutása szempontjából tanára, Leo Sachse (tanár és költő, Jéna városában pedig egy utca névadója) töltötte be a legfontosabb szerepet, bátorítva, hogy tanulmányait a Jénai Egyetemen folytassa.

### Egyetemi tanulóévek: Jéna, Göttingen (1869–1874)

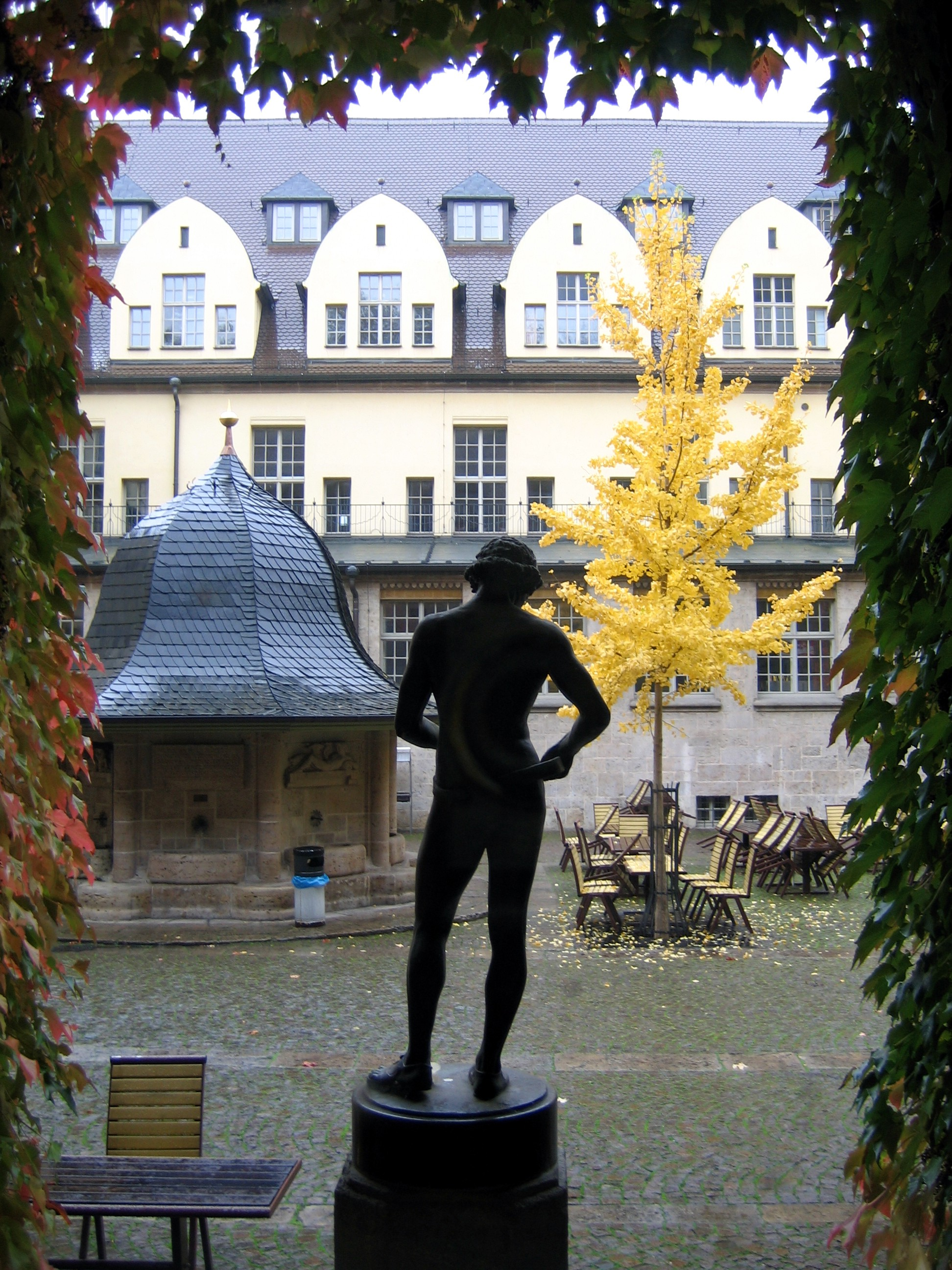
A jenai egyetem

Frege 1869 tavaszán már az Észak-Német Államszövetség állampolgáraként iratkozhatott be a jénai egyetemre. Itteni tanulmányainak 4 szemesztere alatt mintegy 20 előadást hallgatott végig, mindenekelőtt matematikát és fizikát. Tanulmányi előmenetele kitűnő volt.
Legfontosabb tanára Ernst Abbe (fizikus és matematikus, feltaláló). Abbe A gravitáció elmélete, Galvanizmus(?) és elektrodinamika, A komplex változók függvényeinek elmélete, Fizikai gyakorlatok, Válogatott fejezetek a mechanikából, és A szilárd testek mechanikája témaköreiben tartott Fregének előadásokat. Abbe mind tanárként, mind a tanítást abbahagyva, a Zeiss Optikai Művek igazgatójaként tevékenykedő barátként, nagy hatással volt Fregére, Frege abszolválása után szorosabb munkakapcsolatba kerültek.
További egyetemi tanárai Karl Snell (tanított tárgyai: Az infinitezimálszámítás felhasználása a geometriában,
A tér analitikai geometriája, Analitikai mechanika, Optika, A mechanika fizikai alapjai), azonkívül Hermann Schäffer (Analitikai geometria, Kísérleti fizika, Algebrai analízis, A távíróról és más elektromos gépekről), valamint egy tekintélyes filozófus, Kuno Fischer (A kanti vagy a kritikai filozófia története).
1871-ben Göttingenben, a német nyelvterület matematika szempontjából vezető egyetemén folytatta tanulmányait. Itt Alfred Clebsch (Analitikus geometria), Ernst Schering (Függvényelmélet), Wilhelm Weber (Fizikai tanulmányok, Kísérleti fizika), Eduard Riecke (Az elektromosság elmélete) és (Werner Stelzner szavaival) „az eredeti filozófus”, Rudolf Hermann Lotze (Vallásfilozófia) előadásait hallgatta. Ugyan Frege és Lotze álláspontja sok tekintetben megegyeznek, Frege gondolatai közt több olyan található, ami Lotze hatására utalhat (például mindketten erős ellenérzéseket tápláltak a kor egyik befolyásos filozófiai irányzatával, a pszichologizmussal szemben), sok filozófiatörténeti vita tárgya volt, hogy ezekkel a gondolatokkal már göttingeni tanulmányi ideje alatt és közvetlenül Lotzén keresztül szembesült volna; ez egyáltalán nem biztos.
1873-ban doktorált Ernst Scheringnél, disszertációjának címe „Über eine geometrische Darstellung der imagiäre Gebilde in der Ebene” („A képzetes alakzatok síkbeli, geometriai ábrázolásáról”), melyben a geometria néhány olyan alapproblémáját kívánta megoldani, mint például a projektív geometria végtelen távoli (képzetes) pontjainak matematikai értelmezése (ld. még: Frege geometriafilozófiája).

### A korai Frege (1874–1884)
A formális logika matematizálása
1874-ben visszatért Jénába, és Ernst Haeckel dékánsága alatt sikerült habilitálnia, azaz magántanári (Privatdozent) képesítést szereznie az egyetem filozófiai karán, „Rechnungsmethoden, die sich auf einer Erweiterung des Größenbegriffes gründen” azaz „Számítási eljárások, melyek a Nagyság fogalmának általánosításán alapulnak” c. habilitációs dolgozatával (habilitationsschrift), mely alapvetően a komplex függvények elméletére épült. Ebben sok szakmai segítséget nyújtott Ernst Abbe is. Frege 1879-től kezdve rendes egyetemi tanár volt Jéna egyetemén, ahol élete java részében meg is maradt.
Frege korai munkái leginkább geometriai, illetve a komplex analízis felé való irányultságot mutatnak. Keveset tudunk arról, hogyan is fordult érdeklődése a logika és a matematika alapjai felé (egyáltalán fordulat volt-e ez, vagy már régebb óta foglalkozott ezzel). A matematika és a számok megalapozásával kapcsolatos problémákkal az analízissel foglalkozva is találkozhatott, és tesz is ezzel kapcsolatos utalásokat erre (például Az aritmetika alapjai 1. paragrafusában). Motivációit azonban nem ismerjük részletesen.
Geometriai indíttatások is szerepet játszhattak mindebben. Tudjuk, hogy Frege rendszeres levelezést folytatott Moritz Pasch-sal, aki az euklideszi geometria axiómarendszerének kutatója volt (és mellesleg a Pasch-axióma névadója); a levelek visszatérő motívuma az egyöntetű egyetértés abban, hogy a matematika alapjainak kutatása feltétlenül szükséges. 

Tény, hogy Frege érdeklődése viszonylag korán a matematika filozófiai alapjai felé fordult, és a természetes számok matematikai megalapozhatóságával kapcsolatos kutatásokba kezdett. Ennek során némi megdöbbenéssel kellett tudomásul vennie, hogy a kor matematikája szándékában alig-alig, eszközeiben egyáltalán nem áll a fenti célnak megfelelő szinten. Ezért először is ezt a problémát kellett orvosolnia, s ezt véghez is vitte – annak dacára, hogy kezdetben saját bevallása szerint is némileg idegenkedett azoktól a módszerektől és eredményektől, melyeket alkalmazni és elfogadni volt kénytelen. E munka eredményezi egy újfajta logikai elmélet megszületését, amit Frege később Fogalomírás címen adott ki.
Kutatásai során arra a meggyőződésre, filozófiai álláspontra jutott, hogy az aritmetika a logika tudományának része. Az embernek a természetes számok megismerésének alapjául szolgáló képessége nem elsősorban a tapasztalás, nem is a geometriai térszemlélet, hanem az az általános nyelv- és gondolkodásanalizáló képesség, amit logikának szokás nevezni. A matematika és/vagy az aritmetika ilyesfajta filozófiai felfogását logicizmusnak, logicistának szokás nevezni.
1879-ben (édesanyja halála után egy évvel) jelentette meg Abbe tanácsára (ld. az „Abbe és Frege” c. részt) élete három fő műve közül az elsőt, a Fogalomírást. A Fogalomírás kinyomtatása után Frege a matematika területének rendkívüli (extraordinarius) meghívott professzora lett 1879-től.

### Az érett Frege (1884–1906)
Logicizmus, aritmetika, nyelvfilozófia
1884: Öt évvel a Fogalomírás megjelenése, és néhány, fogalomírását tovább boncolgató, illetve védő cikke után, megjelent második fő műve, Az aritmetika alapjai (Die Grundlagen der Arithmetik) c. könyv. Frege valószínűleg levonta előző műve hűvös fogadtatásának tanulságait, és megfogadta Carl Stumpf azon tanácsát, hogy a kérdéses témába vágó gondolatait és indokait fejtse ki részletesen is a nagyközönség számára érthetőbb, köznyelven írott formában, mivelhogy „ez mindkét munka fogadtatására nézve kedvezőbb lenne”. E törekvését, ha kortársai nagyobb elismerését nem is nyerte meg, mindenesetre siker koronázta: az Aritmetika alapjai poroszos precízséggel felépített, részletes és alapos, ugyanakkor tömör és világos nyelvezettel megfogalmazott mű. E munkájában Frege alapvetően három tudományos feladatba vágott bele:
1. A természetes számok megalapozásával kapcsolatosan kimutatta a matematikában, filozófiában és egyéb tudományokban addig és akkoriban elterjedt számfelfogások (definíciók vagy definíciókísérletek) filozófiai és matematikai tarthatatlanságát, irrelevanciáját;
2. Vázolta a természetes számok egy lehetséges, matematikai logikára alapuló megalapozását és ezzel valószínűsítette egy ilyen felépítés lehetőségét. Vázlatosan kitért a bővebb számkörök (valós, komplex) megalapozásának problematikájára is;
3. Ezzel pedig (amennyiben az előbbi megalapozási út helyesnek bizonyul) bizonyította volna azt a filozófiai tézisét, hogy az aritmetika a logika része.

1887-ben feleségül vette Margarete Lieseberget (1856–1904). Két gyermekük született, akik sajnos nagyon fiatalon meghaltak. Mivel házasságuk végül is gyermektelen maradt, örökbe fogadták Paul Otto Alfred Fregét (eredeti nevén P. O. A. Fuchs). Sajnos Frege magánéletéről és egyáltalán személyiségéről, visszahúzódó, csöndes és töprengő természete miatt is, keveset tudunk.
1893-ban megjelentette egyik legfőbb művét, az Aritmetika alaptörvényeit (Die Grundgesetze der Arithmetik), amely mérföldkő lett Frege tudományos munkásságában. E könyvében végre sikerült a természetes számok teljesen formalizált és logicista szellemű, bár mint utóbb Russell kiderítette, sajnos ellentmondást tartalmazó (inkonzisztens) megalapozását adnia.
Ebben az időszakban publikálta nyelvfilozófiai tárgyú cikkei többségét is.

### A kései Frege (1906–1925)
Filozófiai logika, geometrizmus
1918-ban (más források szerint 1917-ben) nyugdíjba vonult. 1906 és 1918 között gyakorlatilag semmit sem publikált (néhány elkeseredett vitairatot kivéve, melyekben matematikus kollégáit, mint a jénai Johannes Karl Thomaet bírálta, utóbbit például egy analízistankönyve miatt formalizmussal vádolt meg). Alkotói válságához, a Russell-antinómia napvilágra kerülése mellett, hozzájárultak életének személyes tragédiái is, például 1904-ben felesége, Margarete elvesztése, és saját egészségi állapotának komoly romlása is.
Mikor Bertrand Russell meghívta, hogy az 1912-ben Cambridge-ben tartandó matematikai kongresszuson (V. Nemzetközi Matematikai Kongresszus) tartson előadást (ez volt az a késői elismerés, amiről a bevezetőben szóltunk), Frege nemet mondott. Elutasító válasza szintén elkeseredettségét, reményvesztettségét mutatja.
1918-tól kezdve azonban ismét csak fontos cikkeket publikált, „Logikai vizsgálódások” („Logische Untersuchungen”) cím alatt, melyek a gondolkodás természetével foglalkoznak, és Frege tervei szerint a matematikai logika részletes, filozófiai és matematikai alaposságú (és láthatóan nagyon tudatosan, didaktikusan rendezett) kifejtését szándékozták adni. Négy részt sikerült részben vagy teljesen megírnia, és három részt kiadnia („A gondolat”, „A tagadás”, „Összetett gondolatok”), a negyedik rész sajnálatos halála miatt már félbemaradt. Ezen publikációi frissességükben, lendületükben korai műveire emlékeztetnek, és arra utalnak, hogy depressziós korszaka, ami annyi ideig szorongatta, legalább átmenetileg véget ért.
1923 táján arra a következtetésre jutott, hogy az élete java részét meghatározó elgondolás (a logicizmus), mely szerint az aritmetikát teljes mértékben a logikára kell alapozni, téves volt. A geometriát kezdte a matematikát megalapozó lehetséges tudománynak látni (visszatérve Kant általa eddig megkérdőjelezett nézeteihez), s bár elkezdte ezt az elképzelését kidolgozni, halála miatt ezt nem tudta már részletezni. Mindenesetre ezekből az elképzelésekből semmit sem publikált.
Annak ellenére, hogy sok időt töltött Jénában, és a századfordulóig Ernst Abbe szűk társasági körébe tartozott, mint egyik életrajzírója, Werner Stelzner írja:
„…mindig hűséges mecklenburgi maradt, s nem csak érzelmeiben. Nyári szabadságai alatt sokszor gyalogolt Jénából szülővárosába, a mecklenburgi Wismarba (oda-vissza 400 km!). Nem is csodálhatjuk, hogy mindjárt nyugdíjazása után visszatért Mecklenburgba és Bad Kleinenbe, és csak néhány gyalogtúrára távozott …”
Bad Kleinenben halt bele gyomorpanaszaiba 1925. július 26-án. Máig szülővárosában, Wismarban nyugszik, ahol eltemették.
Érdekesség, hogy kifejezett ellenszenvvel viseltetett az egyre erősödő német szocializmus iránt, és meggyőződéses monarchistaként a demokráciát sem becsülte sokra (ekkoriban Németországban már tartottak országgyűlési választásokat). Naplója szerint (melyet többek között angolul is kiadtak) bigott reformátusként és német nacionalistaként ellenérzései voltak mind a zsidók, mind a katolikusok, s nem utolsósorban a franciák iránt.

### Fontosabb dátumok
- Született 1848. november 8-án, Wismarban (Mecklenburg-Schwerin);
- 1869 – a Jénai Egyetem hallgatója;
- 1871 – a Göttingeni Egyetemre megy;
- 1873 – Ph. D., a matematika (geometria) doktora, a Göttingeni Egyetemen;
- 1874 – habilitáció a Jénai Egyetemen, magántanár (Privatdozent);
- 1879 – Professor Extraordinarius a Jénai Egyetemen;
- 1896 – 1917, ordenlicher Honorarprofessor a Jénai Egyetemen;
- 1917 (1918?) – nyugdíjba vonul;
- Meghalt 1925. július 26-án, Bad Kleinenben (ma Mecklenburg-Elő-Pomeránia része).

## Főbb munkái

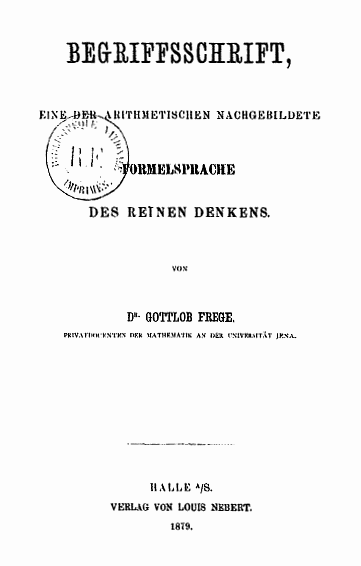
A Begriffsschrift címlapja

| Magyar cím                                                                                                   | Eredeti cím (németül)                                                                                    | Év               | Téma                                 |
| --- | --- | ---------------- | ------------------------------------ |
| Fogalomírás, a tiszta gondolkodás formulanyelve az aritmetika mintája szerint                                | Begriffsschrift, eine der arithmetischen nachgebildete Formelsprache des reinen Denkens                  | 1879             | Az aritmetika és az elsőrendű logika |
| Az aritmetika alapjai: a számfogalom logikai-matematikai vizsgálata                                          | Die Grundlagen der Arithmetik: eine logisch-mathematische Untersuchung über den Begriff der Zahl         | 1884             | Az aritmetika és az elsőrendű logika |
| Az aritmetika alaptörvényei                                                                                  | Grundgesetze der Arithmetik                                                                              | 1893 (I. kötet)  | Az aritmetika és az elsőrendű logika |
| Az aritmetika alaptörvényei                                                                                  | Grundgesetze der Arithmetik                                                                              | 1903 (II. kötet) | Az aritmetika és az elsőrendű logika |
| Függvény és fogalom: előadás                                                                                 | Funktion und Begriff: Vortrag, gehalten in der Sitzung                                                   | 1891. január 9.  | Filozófia és szemiotika              |
| Jelentés és jelölet                                                                                          | Über Sinn und Bedeutung                                                                                  | 1892             | Filozófia és szemiotika              |
| Fogalom és tárgy                                                                                             | Über Begriff und Gegenstand                                                                              | 1892             | Filozófia és szemiotika              |
| Mi hát egy függvény?                                                                                         | Was ist eine Funktion?                                                                                   | 1904             | Filozófia és szemiotika              |
| Logikai vizsgálódások                                                                                        | |                  | Filozófia és szemiotika              |
| A Gondolat. Logikai vizsgálódás.                                                                             | Der Gedanke. Eine logische Untersuchung, Beiträge zur Philosophie des deutschen Idealismus               | 1918–19          | Filozófia és szemiotika              |
| A tagadás. Logikai vizsgálódás, Hozzájárulások a német idealizmus filozófiájához.                            | Die Verneinung. Eine logische Untersuchung, Beiträge zur Philosophie des deutschen Idealismus.           | 1918–19          | Filozófia és szemiotika              |
| Logikai vizsgálódások. Harmadik rész: Összetett gondolatok, Hozzájárulások a német idealizmus filozófiájához | Logische Untersuchungen, Dritter Teil: Gedankengefüge, Beiträge zur Philosophie des deutschen Idealismus | 1923             | Filozófia és szemiotika              |
| A geometria alapjairól                                                                                       | Über die Grundlagen der Geometrie                                                                        | 1903             | Geometria                            |
| Kis írások                                                                                                   | Kleine Schriften                                                                                         | 1967             | Geometria                            |

## Szerepéről, jelentőségéről bővebben

### Szerepe a szaktudományok fejlődésében
1879-ben kiadott, forradalminak méltán nevezhető Fogalomírás (Begriffsschrift) c. tanulmánya új szemléletet hozott és új korszakot jelentett a logika tudományában, amely a késő ókor óta, mintegy ezer éve alig-alig fejlődött. Az említett műben Frege lefektetett egy logikai jelölés- és axiómarendszert, amely nem elsősorban külsőségeiben, hanem szemléletében, problémafelvetésében és tartalmában máig meghatározza a matematikai logika fejlődését, annak ellenére, hogy Frege hatása sok tekintetben utólagos volt: csak jóval halála után ismerték fel igazán eredményeit, miután közülük többet újra felfedeztek. Ám eredményei nemcsak a matematikai logika, hanem az egész matematika lassú, de radikális átalakulását hozták – mi több, a formális logika a 20. század elején nemcsak a matematika, hanem a tudományfilozófia egyik „alapköve” is lett, hatást gyakorolva az egész tudományos közgondolkodásra.
Frege mind formájában, mind tartalmában továbbfejlesztette, megújította, de egyben össze is foglalta, általánosította az addigi logikai elméleteket, Arisztotelész szillogisztikus logikáját és a Boole-Schröder-algebrát, a kondicionális („következményesség”), negáció („tagadás”) és egyéb logikai műveletek újfajta értelmezésével és a kvantoroknak megfelelő logikai jelek bevezetésével. Szaknyelven szólva sikerült az ítéletlogikáról az általánosabb és kifejezőbb predikátumlogikára áttérnie.
E műben a matematikai bizonyítás pontos jellemzését, definícióját adva először mutat rá a bizonyításelmélet megteremtésének szükségességére, és rakja le ennek alapjait. Ez utóbbi elméletet majd David Hilbert fejleszti tovább.
Mindezt azért, hogy sikerüljön a természetes számok elméletét matematikailag és logikailag megalapozni, és ezzel bizonyítani, hogy az aritmetika a logika része. Két munkájában (Az aritmetika alapjai (1884) ill. Az aritmetika alaptörvényei) ez utóbbi felfogását, az ún. logicizmust igyekezett minden filozófus és általában minden érdeklődő számára példaértékűen precíz és alapos, ugyanakkor világos érveléssel alátámasztani. Ez utóbbi szempontból az Aritmetika alapjai pártalan mű.
Több művében a nyelvi jelek és a valóságleírás viszonyával foglalkozik, különös tekintettel a matematikai elméletekben használt egyenlőségi relációk (=) filozófiai és matematikai értelmére, ezzel pedig egyik megalapozója lesz (Charles Sanders Peirce mellett) a szemiotika tudományának, ami manapság elsőrendű fontosságú az informatikában. Egyik fő eredménye a jel „háromdimenziós” voltának (jeltestre, jelöletre és jelentésre bonthatóságának) felfedezése. Több más fontos szemantikai, metalogikai és filozófiai fogalom bevezetése, megkülönböztetése és tudományos vizsgálata is a nevéhez fűződik. Például a logikában és a nyelv filozófiájában sikerrel alkalmazta az analízisből kölcsönvett, de annak pontatlanságaitól és ellentmondásaitól jelentős mértékben megtisztított függvényfogalmat.
Frege életében csak kevés tudományos figyelmet és még kevesebb elismerést kapott, még matematikus kollégáitól is, általában elszigeteltségben dolgozott. Egyedül talán Bertrand Russell, a matematikai logika másik óriása értette meg igazán, de az ő elismerése későn jött. Előzőleg Russell ellentmondást fedezett fel Frege logicizmust megalapozó művében, az Aritmetika alaptörvényeiben, a híres-hírhedt Russell-antinómiát, és erről 1902-ben levélben értesítette Fregét. Ezzel lényegében akaratlanul szétzúzta Frege munkásságának értelmét, mivel megingatta a hitet abban, hogy az aritmetika a logika része lenne. Ezt a megrázkódtatást Frege valójában sohasem tudta kiheverni.
Élete vége felé visszatért eredeti érdeklődési területéhez, a geometriához (lásd még itt), és megpróbálta a matematikát geometriai mintára megalapozni. E törekvésében 1925-ben bekövetkezett halála akadályozta meg (de a nemeuklideszi geometriák felfedezése és elfogadása miatt valószínűleg a fregei geometrizmus is hűvös fogadtatásra talált volna).
Frege tragédiája, hogy bár logikai, filozófiai és nyelvtudományi munkásságával beírta nevét a halhatatlanok sorába, pont azt a fő célt, az aritmetika tisztán logikai megalapozását, ami életének és tudományos munkásságának értelmévé vált, aminek felfedezéseit köszönhette, nem sikerült elérnie, sőt még látta életében semmivé foszlani. Ez azonban sajnos nem egyedi példa a matematika történetében.
„Ha elfogadjuk azt az állítást, hogy a modern értelemben vett matematikafilozófia és szimbolikus logika Gottlob Frege munkásságával kezdődött, akkor valószínűleg igaz az első pillantásra paradoxnak tűnő kijelentés is, hogy a két új terület iránti érdeklődés felkeltéséhez legalább akkora mértékben járult hozzá Frege programjának (legalábbis átmeneti) kudarca, mint annak pozitív eredményei. A Russell-paradoxon (1902) és a Cantor, illetve Burali-Forti által már korábban felfedezett egyéb antinómiák ismertté válása világossá tette, hogy Frege programjának kivitelezése, nevezetesen az aritmetika (és erre támaszkodva a valós számok elmélete) fogalmainak és tételeinek megalapozása logikai, illetve ismeretelméleti analízis révén, egyáltalán nem triviális feladat. Másrészt az a lehetőség, hogy „a matematika, […] a megbízhatóság és az igazság mintaképe abszurditásokhoz vezethet”, bizonyos gyakorlati jelentőséget is kölcsönzött Frege kérdésfeltevéseinek.”
(Simonyi András: A Hilbert-program és Gödel nemteljességi tételei)
Jelenleg a matematikusok és a filozófusok egy jelentős része úgy gondolja, hogy a logicizmus célkitűzése nem is elérhető (pedig maga Russell is tett a szó szoros értelmében – terjedelmét tekintve is – óriási művében, a Principia Mathematicában Frege „megmentésére” bizonyos próbálkozásokat), más részük pedig a neologicizmus híveként Frege logicista programjának kijavításában hisz és ezen dolgozik. Az ezzel kapcsolatos vita (melynek alapkérdését röviden úgy is átfogalmazhatjuk, hogy „Mi a matematika?”), igazából nincs hát és valószínűleg soha nem is lesz lezárva.
De Frege hatása nem korlátozódik a matematikára, sem a filozófiára. Először is, neve hivatkozásként irodalomelméleti, szövegelméleti, nyelvészeti cikkekben is elő-előbukkan. Frege az egyik előfutára a formális nyelvek tanulmányozásával foglalkozó kutatóknak, minthogy maga olyan formális nyelvet alkotott, és ennek során lefektetett olyan alapelveket, amik etalonul szolgálnak az összes többi ilyen nyelv tanulmányozásához. Így Frege logikai és szemantikai munkásságából történeti és logikai kapcsolatok, kiágazások vezetnek egyrészt a természetes nyelvek elméletébe, a nyelvészetbe, másrészt a formális és mesterséges nyelvek elméletébe, a szemantikába (amit ma a számítógéptudomány részeként szokás, de legalábbis igencsak lehetséges tanítani, elővezetni), ezáltal pedig az informatikába, korunk egyik legbefolyásosabb tudományába. Ezenkívül nem nehéz találni fontos pszichológiai vonatkozásokat sem, ti. érdekes kérdés, hogy az emberi gondolkodás hogyan modellezhető formális nyelven kommunikáló-„gondolkodó„ automaták működésével. Ez pedig már egy olyan területre vezet, a kognitív tudomány területére, amelytől a mesterséges intelligencia, MI kutatása révén ugyanolyan „forradalmi” változások várhatóak, mint amekkora hatást a számítógépek megjelenése okozott. Vajon egy mesterséges intelligencia definiálni tudja-e az egyes természetes számokat, illetve ezek összességét?
Mennyiben mondhatjuk, hogy ez a „természetes számokról való gondolkodás” is lesz egyben? Meg tudja-e majd mondani és indokolni, hogy Julius Caesar, Galliának ez az ismert meghódítója természetes szám-e avagy nem?
Ezek a jövő kérdései…

### Jelentősége tágabb összefüggésben: kortársak, társadalom, utóhatások
Frege mellett más kutatók is jelentős hatással voltak a modern logikára, elsősorban George Boole. A Frege-kutatás igazság szerint eléggé elhanyagolta Boole és társai (Schröder, Sheffer, Peirce stb.) szerepének értékelését a logika megújításában és matematizálásában. Boole több angol életrajzírója például szóról szóra ugyanazt mondja Booleról, mint Ruzsa Imre Fregéről, hogy a matematikai logika megteremtője volt. Az a kérdés, hogy „akkor mégis ki volt a matematikai logika igazi felfedezője és megújítója”, természetes módon vetődhet fel ilyenkor sokakban; noha ebben a formában nem biztosan szerencsés felvetni, hiszen mindkét állítás igaz is lehet. Mindenesetre e két kutató eszméinek összehasonlító értékelése máig nem történt meg, legalábbis a nagyobb nyilvánosság számára elérhető módon – nem valami minőségi értékelést értve ezen, hanem kettejük gondolatainak eltérő és egyező eszmetörténeti alapjainak, motivációinak, a gondolatok közösségének és különbözőségének, nem utolsósorban közvetett vagy közvetlen egymásra való hatásuknak feltárását.
Van azonban néhány alapvető, lényegesnek látszó különbség, melyet feltétlenül meg kell említenünk. Boole és társai a logikát elsősorban mint a logikai sokaságok, osztályok algebrai elméletét kezelték, s úgy tűnik, talán túlságosan is matematizálták a logikát ahhoz, hogy ez más tudományokban is megkerülhetetlen jelentőségre tehessen szert; vagy pedig, mint Peirce, később kutatásaikat más, a matematikától idegenebb területeken folytatták (ld. pragmatizmus). Frege két felfedezését tartjuk történetileg igazán kiemelkedőnek és – bár több okból sem igazán szerencsések az ilyen értékelések – közvetlen elődei osztályelméleti jellegű, algebrai ihletettségű logikájánál, vagy inkább logikai ihletettségű algebrájánál jelentősebbnek:
- predikátumlogikája jóval alkalmazhatóbbnak és általánosabbnak bizonyult a logikában, mint kortársai és közvetlen elődei sokszor nagyon rokon jellegű felfedezései; és ezáltal a matematika egésze számára nyújtott valamit (míg például Boole osztálylogikája egy specifikusan algebrai elmélet);
- Frege munkássága a logikát a még alig-alig megtalált algebrai alapokról egy újfajta szemlélethez, a formális nyelvek és a levezetéselmélet paradigmájához „tolta át”. Például a predikátumlogika nyelve is egy formális nyelv. Az ilyen jellegű elméleteknek pedig igen bonyolult történeti vonatkozásai vannak.
  - A huszadik század eleji racionalista és technicista (már-már ultraracionalista) „új felvilágosodás” (a futurista művészettel, a pozitivista filozófiával és minden egyéb ilyen velejárójával együtt) korában, ahogy az ilyen korokban általában, felértékelődött a matematika szerepe; és mint a tudományok egyfajta mintaképét istenítették. A matematika alapjainak ez időszakban tartó válsága, ami Frege, Cantor és Russell munkássága nyomán bontakozott ki, nagyon fontossá tette a matematikai alapkutatásokat; hiszen a társadalomnak és a háborúra készülő eliteknek természettudományokra, azoknak pedig biztos matematikai alapokra van szükségük.
  - A harmincas évekre újabb és újabb matematikus- és filozófusgenerációk nőnek fel, akik, legyenek akár elméleti, akár gyakorlati szakemberek, a fent vázolt „korszellemből” adódóan (hiszen a természettudományok és a matematika jelentősége továbbra sem csökken, sőt; és továbbra is adottak a múlt századból örökölt legnehezebb problémák) szinte kivétel nélkül érdeklődnek a matematika alapjai és a logika iránt. A harmincas években az a „szerencse” éri ezt a nemzedéket, hogy részt vehet minden addigi idők legeslegtudományosabb eszközökkel vívott háborújában, a második világháborúban; és egészen véletlenül sok helyen találkoznak ekkor egymással az alapkutatás és az alkalmazott ágak. A fizikában például az addig jobbára csak az orvostudományban felhasznált atomelmélet óriási jelentőségre tesz szert, amikor a németek rájönnek, hogy minden hadi gondjukat megoldaná egy csodafegyver, az atombomba bevetése; és hogy nem egészen irreális eshetőség egy ilyen elkészítése; a szövetségesek pedig gyanítani kezdik, hogy a német rejtjelkódok feltörésére a leghatékonyabb eszköz egy óriási sebességgel műveleteket végző automatikus számítógép lenne; és ennek elkészítésére a szabályszerű gondolkodás törvényeit kutató, logikával foglalkozó matematikusoknak van a legnagyobb esélyük, akik amúgy csak mindenféle, a társadalom számára haszontalan, rejtvényújságokba való asszociatív kalkulussal meg önreprodukáló alakzatokkal játszadoznának). Elkezdődik az informatika forradalma; és napjainkban ez az, ami újra aktualitást ad Fregének; hisz a mai számítógépek, mint elődeik, formális nyelveken „beszélnek” és „gondolkodnak”.
  - Időközben a pozitivizmus hanyatlani kezdett, és Fregét a nyolcvanas évekre (amíg el nem terjedtek az első programozható személyi számítógépek) szinte újra elfeledték. Ez elsősorban azoknak köszönhető, akiket mindig is filozófiai ellenfeleinek tartott (noha sok tekintetben közéjük tartozott), a formalistáknak és eredményeiknek, mely matematikai-filozófiai irányzatnak sikerült végül a matematika alapjainak válságát egy hatásosnak bizonyult módszerrel, a matematika axiómarendszerekként való felépítésével megoldaniuk. Mint később kiderült, ez az irányzat viszont a matematikapedagógiában okozott válságot, sok szakember úgy tartja, a matematikát a formalisták tanulhatatlanná és életidegenné tették; néhányan (például a nagy Gödel vagy Paul Benacerraf) pedig úgy tartják, a matematikai alapok válságának formalista megoldásai sem tekinthetőek véglegesnek. Noha mindkét nézet vitatható, ennek ellenére napjainkban – hogy, hogy nem, különféle okok miatt, ld. matematikafilozófia – nemigen szokás vitatni különösen az elsőt (Gödellel és Benacerraffal nem szokás egyetérteni, de a didaktikai szakemberekkel igen); de bárkivel is értsünk egyet, e vita kiújulása mindenképp azt jelenti, hogy Frege ebből a szempontból is újra aktualitást nyert.

### Abbe és Frege
Abbe és Frege barátságával részletesen foglalkozott Werner Stelzner, Frege egyik életrajzírója. Ahogyan Frege naplójában egy 1924. március 10-én keletkezett bejegyzésből tudjuk, Ernst Abbe nagy hatással volt mind személyére, mind tudományos pályafutására.

#### Abbe segítségei Fregének
Mint kezdő egyetemi tanár, Abbe nem volt igazán elismert, és előadásai sem voltak túl látogatottak, azonban Frege a „kemény maghoz” tartozott: nem kezdett a félév elején vagy közepén kimaradozni. Esetleg rá is illik az a szakvélemény, amit ő fogalmazott meg Fregéről, 1879. január 10-i, Frege rendkívüli (extraordinarius) tanári kinevezését támogató fölterjesztésében:
„Az Ő természete és stílusa nem arra való volt, hogy az „átlagos” hallgatónál komoly sikert érjen el; tevékenységének haszna inkább abban állt, hogy az érdeklődő, „törekvő” hallgatók egyre többet és többet értsenek meg a tudományokból; „előadásai követéséhez nem volt elég pusztán a fül használata”. (a szakvélemény teljes terjedelmében megjelent: Friedrich Stier, Ernst Abbes akademische Tätigkeit an der Universität Jena; Jena, 1955. 26.-28. o.)
Másrészt viszont Abbe komolyan odafigyelt tehetségesnek tartott hallgatóira, és Fregét is erősen és hatásosan támogatta, egyetemi tanulmányai befejezése után is. Nemcsak ösztönözte, hogy „hagyja faképnél” és menjen Göttingenbe, a matematikai képzés mintaegyetemére doktorálni, ahogyan annak idején Abbe is oda ment doktorálni két év jénai tanulás után tanára, Karl Snell tanácsára, aki ugyanúgy segítette Abbét, mint Abbe Fregét, sőt Snell még a lányát is hozzáadta Abbehez; hanem tevékenyen részt vett a hallgatókból és tanárokból összetevődő jénai matematikai társaság munkájában, és segített Frege habilitációjában. Mikor Frege 1874-ben jénai egyetemi tanár lett, átvette nagyra becsült tanára matematikai előadásait, hozzásegítve ezzel Abbét, hogy a Karl Zeiss Optikai Műveknél betöltött szerepe miatt megnövekedett tudományos és adminisztratív kötelességeit elláthassa. Érdekesség, hogy Frege állása kezdetben, az első öt évben (extraordinary = ausserordentlicher professori kinevezéséig) fizetés nélküli volt, ebben a nehéz időszakban anyagilag édesanyja támogatta. Láthatjuk tehát, hogy a tudományos érdemek fizetsége már azokban az időkben sem elsősorban pénzben fejeződött ki.
Ebben a szorult helyzetben is Abbe lett végül a segítségére. Meghívta rendkívüli egyetemi professzornak, és az ilyenkor szokásosan megírt szakvéleményében nagyrabecsülését fejezte ki Frege és egyetemi matematikatanári munkássága iránt. A meghívás feltétele volt az akkori szabályok szerint egy tudományos monográfia publikálása is. Abbe tanácsolta Fregének, hogy adja ki eddigi logikai kutatásainak eredményeit. A kiadott mű, a már sokszor emlegetett Fogalomírás, 1879-ben meg is jelent. Fogadtatása a szélesebb tudományos közönség körében óriási csalódást jelentett azonban Frege számára, mert nem keltett nagy érdeklődést, annál inkább rosszallást; pedig a benne foglaltak matematikailag végül is helyesek voltak, ilyen szempontból nem lehetett hát benne kivetnivalót találni. A mű hátrányos fogadtatásához többek között annak egyik lényege, a Frege által bevezetett újszerű szimbólumrendszer és az akkor szokásosnál szigorúbban bizonyító matematikai stílus is hozzájárult. Megírása és megjelenése mégis hozzásegítette Fregét a rendkívüli egyetemi tanári kinevezéshez, és ezzel, a biztosabb jövőkép megteremtésén keresztül, a nyugodt alkotó- és kutatómunkához.
Sok vesződséggel járt, míg ezt az eredményt sikerült elérni. Tudunk például arról, hogy, ma divatos kifejezéssel élve, Abbe „lobbizott” Frege díjazásának emeléséért az egyetem kurátoránál, aki még a weimari államminisztériumnak is írt a Begriffsschrift ügyében, és először 1886-ban sikerült is eredményt elérni, a weimari nagyhercegi államminisztérium ugyanis évente 6000 márkát hagyott jóvá a Zeiss-művek és a jénai egyetem támogatására, ebből Frege átlag évi 1300 márkát kapott, amit Abbe az egyetem forrásaiból 2000-re emelt (Abbe ilyetén erőfeszítéseiről egyébként Frege általában nem szerzett tudomást). Valószínűleg ez is hozzájárulhatott ahhoz, hogy Frege egy évvel később feleségül vehette Margarete Liseberget.

#### „Melléktermék”
Látszólag annak ellenére történt ez, hogy Abbe egyszer lekicsinylően nyilatkozott a Fogalomírásról, „melléktermék”nek nevezte Frege munkásságában. Ez azonban valószínűleg egy félreértés, és Abbe egészen mást akart mondani ezzel, mint ami első hallásra érthető lenne rajta, ti. hogy előkészítése ez a későbbi, igazán fontos és érett tudományos műveknek; és az egész matematika megalapozásának. Ez utóbbi értelemben véve Abbénak igaza is volt (ld. Farkas János László írását: „Az Igazlét”). Abbe rendkívül szimpatikus viselkedését a tudománytörténet azzal magyarázza, hogy ő maga is nagyon szegény családból származott, tanulmányait csak apja munkaadóinak segítségével tudta befejezni, így ezen okulva mindig nagy gondot fordított nehéz helyzetben lévő tanítványainak és kollégáinak megsegítésére. A jénai egyetemmel közösen ezért hívta életre 1889-ben a Karl Zeiss Alapítványt. Abbe élete végéig szigorúan ügyelt arra, hogy szerepéről megsegítettjei semmit se tudhassanak.

## Frege és a geometria
Frege geometriai nézeteinek és munkásságának feldolgozása, kritikája és az aritmetikafilozófiával való összevetése a napjainkban az analitikus filozófia már-már önálló ágává váló Frege-kutatásnak, ez utóbbi más ágaihoz képest, még mindig meglehetősen elhanyagolt területe. A geometriáról Frege – amennyire ez megállapítható, egész életében – homlokegyenest ellenkező véleményt vallott, mint az aritmetikáról (ld. például a Grundlagen témába vágó szakaszait). Ezt a tudománytörténet elsősorban Frege korai munkáiból, és az Aritmetika alapjaiban található ezzel kapcsolatos néhány megjegyzésből szűrte le, melyeket a következőképp foglalhatunk össze:
- A). Alapvető különbség van a geometria és az aritmetika matematikai-filozófiai helyzete és problematikája közt, ugyanis:
- B). Az aritmetika nem szemlélet alapú tudomány (a geometria igen, ld. C).-t), míg az aritmetika logikára épül). A fregei logicizmus összeomlása után azonban Frege az A).-B). téziseket nagymértékben elvetette, és 1800-os fordulatot vett a geometria irányába – jobb híján, hiszen semmi más matematikai terület nem maradt, ami megfelelőnek látszott volna az aritmetika megalapozása számára; bár a logikát továbbra is fontosnak, csak nem egyedül fontosnak tartotta az aritmetikában.
- C). A geometria nem logikai, hanem intuitív tudomány. Létezik valamiféle térszemlélet (Kant kifejezésével), amely evidenssé teszi számunkra az euklideszi axiómákat és következményeiket. E tézisről jobbára doktori disszertációjában ír. Az intuíciónak igen speciális értelmezést ad továbbá, ugyanis az intuíció fogalmába beleérti az euklideszi axiómák kizárólagos érvényességének belátását:
- D). Euklidész axiómái szintetikus a priori ítéletek, és az euklideszi geometria a teret leíró tudomány. Az alapvető geometriai fogalmak szemlélete és értelmezése elválaszthatatlan a párhuzamossági axióma ismeretétől.
- E). Az euklideszi geometria az egyetlen lehetséges út a geometria felépítésére – Tóth Imre tudományfilozófus szavai szerint (Természet Világa, CXXIV. évf. 2003/1. ksz. 63.-69. o., 65. o.) Frege „nyomdafestéket nem tűrő cikkekben” támadta az újonnan felfedezett, nemeuklideszi geometriákat. Nem lehetséges egyszerre, hogy az euklideszi és a nemeuklideszi geometria is igaz legyen, hiszen tagadásai egymásnak.

Ha viszont az euklideszi geometria az egyedül lehetséges, akkor a nemeuklideszi geometriák nyilván csakis tévedésként értelmezhetőek. Disszertációjában amellett érvel, hogy az olyan nemeuklideszi, „képzetes” alakzatok esetében, mint például a „végtelen távoli pontok” a projektív geometriában, puszta félreértésről van szó: ezek a „helytelenkedő” objektumok nemcsak kezelhetőek úgy, mint az intuíciónak engedelmeskedő „normálisabb” fogalmak, hanem abszolúte megfoghatóvá tehetőek. Példának a gömb síkra való leképezését hozza fel, amit a térképészetben sztereografikus vetítésként ismernek (egy síkot és egy gömb(héj) valamely pontját kiválasztva (mely pont a gömbnek ne a síkhoz legközelebbi, de ne is attól legtávolabbi pontja legyen), e gömb(héj) összes többi pontja centrálisan az adott síkra vetíthető, a gömb néhány pontja kivételével, melyek a térben egy, a gömbhéjra eső kört alkotnak – e kör a gömb és a centrumon átmenő, a képsíkkal párhuzamos sík metszeteként adódik). A vetítés segítségével a „végtelen távoli pontok” mint speciális euklideszi térben lévő objektumok kezelhetőekés, és az egész projektív geometria „euklideszivé válik”.
Frege nemeuklideszi geometriát elutasító nézetei utóbb tévedésnek bizonyultak; mentségére legyen mondva, az ő idejében kevés kivétellel szinte mindenki más is elutasította és képtelennek tartotta az ilyen rendszereket, és csak a geometria legnagyobb szakértői – még Gauss és Bolyai János is csak évekig tartó munkával – jutottak egyáltalán a párhuzamossági posztulátum eldönthetetlen voltának felismeréséhez. Sőt, amint ez a disszertációjából is kiviláglik, Frege, egész matematikai munkásságával – szándéka ellenére – segített is az ilyen rendszereknek precíz matematikai értelmezést is adni. Bővebb és pontosabb leírás a Fregével és a geometriával is lapcsolatos témákról a Frege geometriafilozófiája szócikkben olvasható.

## Magyarul
- Logika, szemantika, matematika. Válogatott tanulmányok; ford. Máté András, szerk., jegyz., bev., tan. Ruzsa Imre; Gondolat, Bp., 1980
- Az aritmetika alapjai; ford. Máté András; Áron, Bp., 1999
- Logikai vizsgálódások. Válogatott tanulmányok; ford. Máté András, Bimbó Katalin, jegyz., bev. Ruzsa Imre; Osiris, Bp., 2000 (Osiris könyvtár. Tertium non datur)

#### Elvek és művek
- Fogalomírás
- Az aritmetika alapjai
- Az aritmetika alaptörvényei
- Fogalom és tárgy
- Függvény és fogalom
- Frege logikafilozófiája
- Frege geometriafilozófiája
- Frege nyelvfilozófiája
- Frege-féle kontextuselv
- Kompozicionalitási elv
- Jel (szemiotika)
- Frege-kalkulus

#### Fregéhez kapcsolható más tudósok
| Elődök vagy tanárok | Kortársak | Tanítványok és utódok                                                                               |
| - Ernst Abbe - Arisztotelész - Kuno Fischer - David Hume - Immanuel Kant - Gottfried Wilhelm Leibniz - Rudolf Hermann Lotze | - Georg Cantor - Richard Dedekind - Rudolf Christoph Eucken - David Hilbert - Edmund Husserl - Bertrand Russell | - Rudolf Carnap - Kurt Gödel - Jaakko Hintikka - Alfred Tarski - Ludwig Wittgenstein - Edward Zalta |

| Magyar Frege-kutatók                                           |
| - Máté András, magyar filozófus - Ruzsa Imre, magyar filozófus |

#### Továbbá
- analitikus filozófia – nyelvfilozófia – logika – formális logika – matematikai logika – elsőrendű predikátumlogika – filozófiai logika – matematikafilozófia – logicizmus – metamatematika – szemantika – Russell-paradoxon

### Magyar nyelven
Frege, munkássága és kapcsolódó személyek
- Farkas János László: Szabad szemmel górcső alatt – a Fogalomírás történeti, filozófiai, emberi és anyagi hátteréről
- Farkas János László: Az Igazlét. Frege gondolatai eszme – s talán szellemtörténeti szempontból
- Kocsis László: Kant és Frege: intuíció, konstrukció és a matematika objektivitása. Pro philosophia Füzetek 2005./1.
- Frege és Nietzsche nyelvfilozófiájának összehasonlítása (Html) (Pdf)

Kapcsolódó szellemi irányzatok
- Simonyi András: A Hilbert-program és Gödel nemteljességi tételei. Magyar Filozófiai Szemle; 1996. A „szigorúság forradalmának” hozadéka a (meta)matematikában
- A formalizálás története Archiválva 2007. február 10-i dátummal a Wayback Machine-ben
- Rövid összefoglalók a logicistákról
- Az analitikus filozófia története
- A pozitivizmusról
- A tulajdonnevek jelentéséről
- Pléh Csaba: A megismerés pszichológiája és tudománya avagy a kognitív pszichológiától a kognitív tudományig Archiválva 2004. június 21-i dátummal a Wayback Machine-ben
- Fazekas András István az egzisztenciakijelentések problémájáról
- A jelek már nem is csak három, hanem négydimenziósak?!
- Logikai linkek
- Ungváry Rudolf vitairata az aritmetika megalapozásáról

### Idegen nyelven
Életrajzok
- MacTutor Archives (John J. O'Connor, Edmund F Robertson; a St. Andrews-i Egyetem honlapján)
- Enc. Britannica Online (Michael Dummett, EBO-szócikk)
- Részletes angol Frege-életrajz, Internet Encyclopedia of Philosophy Archiválva 2010. április 26-i dátummal a Wayback Machine-ben (IEP kezdőlap)
- Frege-életrajz, inkább a munkásságára koncentrálva, Stanford Encyclopedia of Philosophy
- Frege logikai elméletei, Stanford Encyclopedia of Philosophy
- stanfordi Frege-lap
- Rainer Born Frege-lapja
- Frege linkgyűjtemény

Művek, eredetiben
- Frege művei angolul (ASCII)
- A Fogalomírás digiprintje
- Die Grundlagen der Arithmetik. Az aritmetika alapjai, németül
- Néhány szemiotikai és metalogikai írása Archiválva 2006. május 26-i dátummal a Wayback Machine-ben (németül)

Egyéb
- Edward Zalta, Frege egyik szellemi örököse cikkei
- A neologicizmus matematikai alapjai – Edward N. Zalta cikke – PDF Az előző Zalta-cikk más formátumokban
- Jaakko Hintikka és Gabriel Sandu cikke az elsőrendű logikáról
- Játékelméleti szemantika: lazábban kapcsolódó cikk Jaakko Hintikkától
- Egy Frege-bibliográfia Archiválva 2005. április 29-i dátummal a Wayback Machine-ben
- Interaktív térkép a Mecklenburg-Schwerin régióról